# Koudemarkt
De Koudemarkt is een straat in Brugge.

## Beschrijving
Deze straat is een van de vijf straten doorheen de nieuwe verkaveling, met 75 woningen en een ondergrondse garage, in 2000-2002 aangelegd op de gronden van de vroegere gevangenis van het Pandreitje.
De naam van deze straat herinnert aan de overdekte markt die tijdens de winter werd gehouden. Volgens de historicus van de Nieuwe Tijden, Fons Dewitte, is deze markt slechts een korte tijd in de periode einde 15de - begin 16de eeuw actief geweest. Op deze wintermarkt werden, zoals op de zomermarkt, de producten aangeboden van goud- en zilversmeden, van juweliers en diamantslijpers, en van andere kunstambachten.